# Истарски партизански одред
Истарски партизански одред је био партизанска јединица у саставу Народноослободилачке војске и партизанских одреда Југославије током Другог светског рата у Словенији.
Одред је основан 5. октобра 1943. године и у почетку је био потчињен 14. словеначкој дивизији НОВЈ. Задаци одреда били су регрутовање, прикупљање оружја, муниције и друге опреме распуштене италијанске војске, рушење мостова и жељезничких пруга и борба са мањим непријатељским јединицама у залеђу Трста и западном делу Истре. До краја новембра већ је имао 3 батаљона, од којих је 3. батаљон дијелом био састављен од италијанских бораца. Главни штаб НОВ и партизански одреди Словеније потчинили су одред 24. децембра штабу Седмог словеначког корпуса НОВЈ. Јединице Вермахта су 12. марта 1944. напале 1. батаљон у Старој Сушици, погинуло је 18 партизана, а још неколико је заробљено. Од прољећа 1944. године, одред је успјешно напао неколико мањих непријатељских испостава и послао у штаб корпуса или задржао око 3.000 нових бораца. Штаб Седмог корпуса је више пута реорганизовао одред. У очекивању да ће одред међу првима дочекати британску и америчку војску, које нису признавале одреде као јединице регуларне војске, Истарски партизански одред прво је преименован у 4. батаљон Девете словеначке бригаде, а 27. јануара 1945. Главни штаб НОВ и партизанских одреда Словеније потчинио је одред Деветом словеначком корпусу и преименовао га у 4. батаљон Базовишке бригаде. Током завршних борби за ослобођење Југославије учествовао је у борбама Четврте армије у Истри и околини Трста и ушао у Трст 6. маја 1945; сљедећег дана 4. батаљон је расформиран, а већи део батаљона је укључен у састав 2. бригаде 2. дивизије КНОЈ-а.